# ウラディミール・クリュコフ
ウラディミール・ニコラエヴィチ・クリュコフ（Владимир Николаевич Крюков、1902年7月22日（ユリウス暦では7月9日）- 1960年6月14日）は、モスクワに生まれ、モスクワ州スタラヤ・ルザで没した、ソビエト連邦時代のロシアの作曲家。

## 経歴
モスクワ音楽院でニコライ・ミャスコフスキーの下で作曲を学び、1925年に卒業した。
1930年から1931年にかけて、また後には1950年から1951年にかけて全連邦ラジオ（Всесоюзного радио：後のラジオ1の前身）で編集者として働き、その間の1933年から1935年にかけては、マヤコフスキー劇場の音楽担当を務めた。
1949年から1950年にかけては、モスクワ国立アカデミーフィルハーモニーの役職に就いていた。
1957年から1959年にかけては、グネーシン音楽大学で部門長を務めた。
映画音楽などで知られる作曲家のニコライ・ニコラエヴィチ・クリュコフは、弟である。
代表作は、オペラ『駅長 (Станционный смотритель)』と『ドミトリー・ドンスコイ (Дмитрий Донской)』である。
多数の記事や評論の著者でもあった。